# Општина Вишеу де Жос (Марамуреш)
Вишеу де Жос (рум. Vişeu de Jos) општина је у Румунији у округу Марамуреш.
Oпштина се налази на надморској висини од 453 m.